# McComb (Mississippi)
McComb ist eine Stadt im US-Bundesstaat Mississippi und liegt im Pike County. Die Bezirkshauptstadt (County Seat) Magnolia liegt südlich von McComb. Das U.S. Census Bureau hat bei der Volkszählung 2020 eine Einwohnerzahl von 12.413 ermittelt. 
McComb wurde im Jahre 1872 gegründet und nach Colonel Henry Simpson McComb benannt. Während der 1960er Jahre war McComb Schauplatz von Rassenunruhen und rassistisch motivierten Bombenanschlägen gegen Afroamerikaner. Am 20. Oktober 1977 verunglückte eine Chartermaschine in der Nähe McCombs. Dabei starben Angehörige der Band 
Lynyrd Skynyrd: Ronnie Van Zant, Steve Gaines, dessen Schwester Cassie und Manager Dean Kilpatrick.

## Söhne und Töchter der Stadt
- Hugh L. White (1882–1965), Politiker
- John H. Marsalis (1904–1971), Politiker
- Snoozer Quinn (1906–1949), Jazz-Gitarrist
- Bo Diddley (1928–2008), Bluesmusiker
- Steven Ozment (1939–2019), Historiker
- Steve Blailock (1944–2013), Blues- und Jazz-Gitarrist
- „Omar“ Kent Dykes (* 1950), Bluesmusiker, Omar & the Howlers
- Sonja Norwood (* 1951), Managerin
- Willie Norwood (* 1955), Gospelmusiker
- Castro Coleman (* 1976), Blues- und Gospelsänger, Gitarrist, Songwriter, Produzent und Labelbetreiber
- Brandy Norwood (* 1979), R&B-Sängerin und Schauspielerin
- Ray Norwood (* 1981), R&B-Sänger und Schauspieler
- Britney Spears (* 1981), Popsängerin und Schauspielerin
- Jackie Butler (* 1985), Basketballspieler
- Glover Quin (* 1986), American-Football-Spieler
- Jamie Lynn Spears (* 1991), Popsängerin und Schauspielerin
- Charvarius Ward (* 1996), American-Football-Spieler